# 6117 Brevardastro
6117 Brevardastro este o planetă minoră (asteroid), cu un diametru de 5,199 km, din centura de asteroizi. A fost descoperită pe 12 februarie 1985 la Observatorul La Silla de Henri Debehogne și a fost numită după Brevard Astronomical Society⁠(d). 
Obiectul prezintă o orbită caracterizată de o semiaxă mare de 2,3438749 UAi, o excentricitate de 0,07, o înclinație de 6,12401 ° în raport cu ecliptica.